# Castellers de Castelldefels
Els Castellers de Castelldefels són una colla castellera de Castelldefels, al Baix Llobregat, fundada l'any 1982. És la colla, en actiu, degana del Baix Llobregat. Vesteixen camisa groga. Els seus millors castells són el 4 de 8 (carregat), el 2 de 7 (carregat), el 3 de 7 aixecat per sota, el 5 de 7 i el 7 de 7. El 29 de setembre del 2024, al XXIX Concurs de castells de Tarragona, fan la seva millor actuació.

## Història
La colla va néixer el 1982, amb al capdavant en Paco López com a primer cap de colla. Després de la desaparició dels Xiquets de l'Eramprunyà (1947-1950) i, posteriorment, dels Xiquets de Gavà (1960-1962) esdevé la colla degana del Baix Llobregat.
El naixement de la colla castellera va coincidir amb l’inici dels Grallers i Geganters a Castelldefels, formant part totes tres entitats de l’Agrupació de Cultura Popular de Castelldefels (ACPC), que agafa la responsabilitat de l’organització de les festes majors de la ciutat.
Fins a principis del segle xxi, la seva millor actuació fou al concurs de castells de Tarragona de l'any 1994 (4de7a, 5de7c, 3de7, Pde5c). Al juny del mateix any es va descobrir una placa a la plaça de l'Església en agraïment a l'activitat de la colla local i de totes les que allà hi han actuat.
El 29 de juliol del 2017, a la Diada de juliol a Sitges, descarreguen per primera vegada el 5 de 7. A final d'aquesta temporada, el 8 de desembre del 2017, a la festa major d'hivern de Castelldefels, descarreguen per primer cop el 7 de 7 aconseguint la millor actuació de la seva història fins aleshores.
El 30 de setembre del 2018, participa a la primera jornada del XXVII Concurs de castells de Tarragona, on fa la millor actuació fins aleshores, carregant el 2d7. Al Concurs, Castelldefels queda en 26ena posició. Cal destacar que, per primer cop, participa en aquest concurs per mèrits propis, sense ocupar plaça per renúncia d'altres colles.
El 29 de setembre del 2024, participa de nou a la primera jornada del XXIX Concurs de castells de Tarragona, on fa la seva millor actuació fins aleshores, carregant el primer 4d8 de la seva història.
El 8 de desembre del 2024, a la seva diada de Festa Major d’Hivern, a Castelldefels, descarreguen, per primera vegada a la seva història i al primer intent, el 3 de 7 aixecat per sota, construcció que acompanyen del 3d7 i 4d7 simultanis (fita que no aconseguien des del 2018) i el 5d7.

## Estadístiques

### Temporades
La taula a continuació mostra tots els castells de la colla presentats per temporades segons la base de dades de la Coordinadora de Colles Castelleres de Catalunya
- No s'inclouen els castells nets.
- Els pilars de 4 inclouen els pilars caminants i els aixecats per sota.

| Castells descarregats «d», carregats «c», intents «i» i intents desmuntats «id» amb el format següent: d(c) iid |        |          |                           |         |      |         |                           |     |                           |          |         |         |         |       |        |     |       |     |     |            |
| Any | Diades | Pd4      | 4d6                       | 3d6     | 4d6a | 3d6a    | 7d6                       | 5d6 | 3d6ps                     | 2d6      | Pd5     | 4d7     | 3d7     | 3d7a  | 4d7a   | 7d7 | 5d7   | 2d7 | 4d8 | Total      |
| 1982 | 7      | 6(1)     | 1                         | 2       |      |         |                           |     |                           |          |         |         |         |       |        |     |       |     |     | 6(1) 3     |
| 1983 | 7      | 17       | 1                         | 1 5     |      |         |                           |     |                           |          |         |         |         |       |        |     |       |     |     | 19 5       |
| 1984 | 19     | 29       | 7(1) 1                    | 14 32   | 6    |         |                           |     |                           | 7 2      | (1) 6   |         |         |       |        |     |       |     |     | 64(2) 122  |
| 1985 | 19     | 38       | 3 1                       | 13(1) 1 | 5(1) |         |                           |     |                           | 4        | 2       |         | 3       |       |        |     |       |     |     | 67(2) 72   |
| 1986 | 17     | 28(2)    | 5                         | 10 1    | 5(1) |         |                           | 1 1 | 1                         | 9 1      | (1) 1   | 13      | 61      |       |        |     |       |     |     | 59(4) 87   |
| 1987 | 16     | 20       | 7                         | 12      | 2(1) |         |                           | 1   | 3                         | 4 12     | 1       | 1       |         |       |        |     |       |     |     | 49(1) 23   |
| 1988 | 14     | 20 1     | 7                         | 12 1    | 1    |         |                           |     |                           | 8 2      | 1 5     | 2       | 1       |       |        |     |       |     |     | 48 103     |
| 1989 | 20     | 32       | 5                         | 12      | 4 1  |         |                           | 4 1 |                           | 15(1)    | 10(1)   | (1)     | 6       |       |        |     |       |     |     | 82(3) 8    |
| 1990 | 26     | 30(1)    | 3                         | 13      | 5    |         |                           |     |                           | 15(1) 12 | 1(1) 1  | 4 2     | 1(1) 2  |       |        |     |       |     |     | 73(4) 46   |
| 1991 | 28     | 36(4)    | 5                         | 15 1    | 2    |         |                           | 1   |                           | 21(3)    | (3) 1   | 5 32    | 7 12    |       |        |     |       |     |     | 91(10) 64  |
| 1992 | 25     | 39(1)    | 8                         | 12      | 3    |         |                           |     |                           | 17(1)    | 1       | 5 3     | 5 31    |       | 2      |     | 1     |     |     | 90(2) 46   |
| 1993 | 32     | 74 1     | 8                         | 18 1    | 11 1 |         |                           | 2   |                           | 21(1) 32 | 2       | 12 1    | 3(1) 21 |       |        |     |       |     |     | 149(2) 78  |
| 1994 | 39     | 20       | 2                         | 13      | 11   |         |                           | 1   |                           | 28       | 19(5) 2 | 14(1) 3 | 11(1) 1 |       | 3(1) 2 |     | (1)   |     |     | 158(9) 26  |
| 1995 | 41     | 82(1)    | 2                         | 13      | 2 1  |         |                           | 2   | 1                         | 33 1     | 28(2) 1 | 8 5     | 7(2) 12 |       | 1 2    |     |       | 1   |     | 179(5) 311 |
| 1996 | 35     | 51       | 3                         | 10      | 5    |         |                           | 2   |                           | 25(1) 1  | 13(1) 1 | 5 4     | 8 3     |       | 1      |     |       | 12  |     | 127(2) 28  |
| 1997 | 25     | 43       | 4 1                       | 15      | 7    |         |                           | 2   | 1                         | 19 2     | 1       | 1 3     | 1 2     |       |        |     |       |     |     | 93 18      |
| 1998 | 27     | 46       | 5 1                       | 15 1    | 12   |         |                           | 2   |                           | 23       | 5(1) 1  | 2       | 1 13    |       |        |     |       |     |     | 110(1) 117 |
| 1999 | 29     | 54       | 10 25                     | 24 12   | 14 1 |         |                           |     |                           | 4(1) 32  |         |         |         |       |        |     |       |     |     | 106(1) 610 |
| 2000 | 13     | 21       | 4 1                       | 13 1    | 3 1  |         |                           |     |                           | 5(1) 2   |         |         |         |       |        |     |       |     |     | 46(1) 14   |
| 2001 | 6      | 9        | 2 1                       | 3 23    | 1    |         |                           |     |                           | 1        | 2       |         |         |       |        |     |       |     |     | 17 35      |
| 2002 | 12     | 16 1     | 2                         | 10 4    | 2 1  |         |                           |     |                           | 1 1      | 9 1     | 1       | 1       |       |        |     |       |     |     | 40 47      |
| 2003 | 9      | 12       | 1 1                       | 5 7     | 2 3  |         |                           |     |                           | 1 5      | 5(2) 2  | 1       |         |       |        |     |       |     |     | 26(2) 218  |
| 2004 | 1      | 2        | 1                         | 1       | 1    |         |                           |     |                           |          | (1)     |         |         |       |        |     |       |     |     | 4(1) 1     |
| 2005 | 2      | 4        |                           | 1       |      |         |                           |     |                           |          |         |         |         |       |        |     |       |     |     | 5          |
| 2006 | 2      | 3        |                           | 1       |      |         |                           |     |                           |          |         |         |         |       |        |     |       |     |     | 4          |
| 2007 | 0      |          |                           |         |      |         |                           |     |                           |          |         |         |         |       |        |     |       |     |     |            |
| 2008 | 6      | 11       | 2 2                       | 1 1     | 1 1  | 2 1     |                           | 1   |                           | 1 2      | 1       |         |         |       |        |     |       |     |     | 19 26      |
| 2009 | 3      | 13 1     | 1 2                       | 3 111   | 2    | 1       |                           |     |                           | 1        |         |         |         |       |        |     |       |     |     | 19 315     |
| 2010 | 17     | 28 1     | 1(1) 2                    | 3(1) 4  |      | 1 1     |                           |     |                           | 13       |         |         | 1       |       |        |     |       |     |     | 33(2) 310  |
| 2011 | 19     | 36 1     | 15                        | 7(1) 5  | 1    | 1 7     |                           |     |                           | 1 13     |         | 1       |         |       |        |     |       |     |     | 46(1) 222  |
| 2012 | 27     | 79(1) 1  | 6 2                       | 4(1) 4  | 3 3  | 4 2     |                           | 3 1 |                           | 7        | (2)     | 1 3     | 1       |       |        |     |       |     |     | 107(4) 17  |
| 2013 | 32     | 60       | 11 2                      | 10 3    | 9    | 13 12   |                           | 7 2 |                           | 10 1     | 6(1)    | 1(1) 7  | 2       |       |        |     |       |     |     | 129(2) 117 |
| 2014 | 33     | 79 1     | 8 3                       | 6(1)    | 11 1 | 16      |                           | 6   |                           | 14(1) 1  | 9(1)    | 6       | 7(1) 3  | 1     |        |     |       |     |     | 156(4) 115 |
| 2015 | 27     | 49 15    | 13 1                      | 9 1     | 3    | 10 2    |                           | 3 2 |                           | 9 7      | 10(1)   | 3 2     | 4(1) 6  | 1     |        |     |       |     |     | 114(2) 126 |
| 2016 | 34     | 74(3)    | 5                         | 4       | 4 1  | 13(1) 2 |                           | 3   | 1                         | 15       | 14(1) 1 | 3 5     | 10 7    | (2) 1 |        |     | (1) 1 | 1   |     | 148(8) 217 |
| 2017 | 38     | 143(1) 1 | 7                         | 6       | 3    | 4       |                           | 7   | 1                         | 9 1      | 8(1) 2  | 13 4    | 18(1)   | 3     | 4 4    | 1   | 4     |     |     | 232(3) 310 |
| 2018 | 37     | 132(1) 1 | 2                         | 5       | 2    | 4       | 1                         | 5   | 2                         | 9 3      | 4(2) 21 | 16 3    | 12 10   | 2 1   | 4 1    | 3   | 4 1   | (1) |     | 208(4) 420 |
| 2019 | 37     | 89 2     | 0,000_0,000_0,000_0,000 ! | 4       | 4    | 4       | 0,000_0,000_0,000_0,000 ! | 2 1 | 0,000_0,000_0,000_0,000 ! | 4        | 8(1) 1  | 9 2     | 11 2    | 4     | 7      | 2 1 | 4 2   | (1) | 1   | 153(2) 12  |
| Any | Diades | Pd4      | 4d6                       | 3d6     | 4d6a | 3d6a    | 7d6                       | 5d6 | 3d6ps                     | 2d6      | Pd5     | 4d7     | 3d7     | 3d7a  | 4d7a   | 7d7 | 5d7   | 2d7 | 4d8 | Total      |
| Notes: 1. 2. 3. 4.                                                                                              |        |          |                           |         |      |         |                           |     |                           |          |         |         |         |       |        |     |       |     |     |            |

### Participació en concursos
| Resultat              |
| --------------------- |
| Descarregat (D)       |
| Carregat (C)          |
| Intent (I)            |
| Intent desmuntat (ID) |

La següent taula mostra el resultat de les actuacions en els concursos en que ha participat la colla, no hi són totes per falta de fonts fiables. Les dades de la taula són una recopilació de les pàgines dels respectius concursos publicades en aquesta Viquipèdia, l'enllaç als respectius concursos es troben a la columna esquerra de la taula.
| Participació en concursos               |                        |          |          |           |            |           |           |       |       |
| Concurs                                 | Data                   | Rondes   | Rondes   | Rondes    | Rondes     | Rondes    | Rondes    | Punts | Pos.  |
| Concurs                                 | Data                   | 1a       | 2a       | 3a        | 4a         | 5a        | 6a        | Punts | Pos.  |
| --------------------------------------- | ---------------------- | -------- | -------- | --------- | ---------- | --------- | --------- | ----- | ----- |
| X Concurs de castells de Tarragona      | 30 de setembre de 1984 | 3d6(i)   | 2d6      | 4d6a      | Pd5(c)     |           |           | 505   | 17/17 |
| XI Concurs de castells de Tarragona     | 28 de setembre de 1986 | 2d6      | 4de7(i)  | 4de7      | 3de7(i)    | 4de6a     | 3de7(i)   | 720   | 13/14 |
| XII Concurs de castells de Tarragona    | 2 d'octubre de 1988    | 2de6     | 4de7(i)  | 4de7(i)   | 3de7(i)    | 3de6      | —         | 295   | 18/18 |
| XIII Concurs de castells de Tarragona   | 7 d'octubre de 1990    | 2de6     | 4de7     | 3de7      | —          | —         | —         | 1.100 | 9/12  |
| XIV Concurs de castells de Tarragona    | 4 d'octubre de 1992    | 3de7     | 4de7     | 5de7(i)   | 2de6       | 4de7a(id) | 4de7a(id) | 1.100 | 9/20  |
| XV Concurs de castells de Tarragona     | 2 d'octubre de 1994    | 4de7a    | 5de7(c)  | 3de7      | —          | —         | —         | 4.097 | 15/23 |
| XXV Concurs de castells de Tarragona    | 28 de setembre de 2014 | 3de7     | 4de7(id) | —         | —          | —         | —         | 210   | 40/41 |
| XXVI Concurs de castells de Tarragona   | 25 de setembre de 2016 | 3de7a(c) | 3de7     | 5de7(id)  | 5de7(c)    | —         | —         | 715   | 39/45 |
| XXVII Concurs de castells de Tarragona  | 30 de setembre de 2018 | 5de7     | 7de7     | 2de7(c)   | —          | —         | —         | 1.345 | 26/42 |
| XXVIII Concurs de castells de Tarragona | 25 de setembre de 2022 | 3de7     | 4de7a    | 5de7      | __         | 3de7a     |           | 1.105 | 31/41 |
| XXIXConcurs de castells de Tarragona    | 29 de setembre de 2024 | 5de7     | 7de7     | 4de8 (id) | 4de8 (c)** | —         | —         | 1370  | 29/42 |

## Apadrinaments
Els Castellers de Castelldefels tenen cinc colles apadrinades: els Castellers de Sant Boi fundats els 1994; els Castellers de l'Albera fundats el1996; els Castellers de l'Hospitalet fundats el 1997; Els Encantats de Begues fundats el 2013, i els Castellers de Viladecans fundats el 2013.